# Ideál (teorie okruhů)
Ideál je matematický pojem z oblasti algebry označující podmnožinu nějakého okruhu s jistými „dobrými“ vlastnostmi.
- Tak jako normální podgrupy jsou speciálními případy podgrup, jsou rovněž ideály jisté podmnožiny daného okruhu.

## Definice
Množina {\displaystyle \emptyset \neq I\subseteq R}, kde R je okruh, se nazývá levý resp. pravý ideál, má-li následující vlastnosti:
- pro každé {\displaystyle a,b\in I} je také {\displaystyle a-b\in I}
- pro každé {\displaystyle a\in I} a každé {\displaystyle r\in R} je také {\displaystyle r\cdot a\in I} resp. {\displaystyle a\cdot r\in I}

Je-li ideál zároveň levý i pravý, nazývá se oboustranný ideál, nebo prostě jen ideál.
Nechť (R, +, •) je okruh, M je libovolná podmnožina množiny R. Potom průnik všech ideálů v R, které obsahují množinu M, je ideál v R, který se nazývá ideálem generovaným množinou a značí se [M]. Množina M se nazývá systém generátorů ideálu [M] a její prvky generátory tohoto ideálu.
Prázdná množina generuje v libovolném okruhu nulový ideál R.

## Příklady ideálů
- V každém okruhu R jsou množiny {0} a R ideály. Tyto ideály se nazývají triviální ideály v R. Ideál, který není triviální se nazývá netriviální nebo také vlastní.
- Každá podmnožina tvaru {\displaystyle (a)=\{a\cdot r;r\in R\}} je ideál v R. Ideály tvaru (a) se nazývají hlavní ideály v R.
- V okruhu celých čísel je množina všech sudých čísel ideálem, konkrétně hlavním ideálem (2).
- Libovolný podokruh komutativního okruhu nemusí být jeho ideálem. Například v okruhu racionálních čísel (Q,+,•) tvoří celá čísla podokruh (Z,+,•). Ten však není ideálem v Q, neboť nesplňuje podmínku: pro každé {\displaystyle a\in I} a každé {\displaystyle r\in R} je také {\displaystyle r\cdot a\in I} resp. {\displaystyle a\cdot r\in I}. Stačí volit třeba {\displaystyle a=3,r={\frac {1}{2}}}, pak {\displaystyle 3\in Z} a {\displaystyle 3\cdot {\frac {1}{2}}={\frac {3}{2}}\notin Z}

## Operace s ideály
- průnik ideálů I,J je ideál {\displaystyle I\cap J}, který je největším ideálem, obsaženým v obou ideálech I,J.
- součet ideálů I,J je ideál {\displaystyle \,I+J=\{i+j;i\in I,j\in J\}}, který je nejmenším ideálem obsahujícím oba ideály I,J.
- součin ideálů I,J je ideál {\displaystyle I\cdot J=\{\sum _{k=1}^{n}a_{k}\cdot b_{k};n\in N,a_{k}\in I,b_{k}\in J\}}

## Vlastnosti
- Ideál I v okruhu R se nazývá maximální ideál, je-li {\displaystyle I\neq R} a pro každý ideál J, že {\displaystyle I\subseteq J}, je I = J nebo J = R.
- Ideál I v okruhu R se nazývá prvoideál, jestliže pro každé {\displaystyle a,b\in R} takové, že {\displaystyle a\cdot b\in I}, je buďto {\displaystyle a\in I} nebo {\displaystyle b\in I}.
- Jsou-li {\displaystyle a_{1},a_{2},} … , {\displaystyle a_{k}} libovolné prvky z ideálu I v okruhu R, je každá jejich lineární kombinace s koeficienty z R prvkem ideálu I, tj. {\displaystyle (\forall r_{1},r_{2},}… , {\displaystyle r_{k}\in R)} {\displaystyle a_{1}r_{1}+a_{2}r_{2}+}… {\displaystyle +a_{k}r_{k}\in I}.

Příklad:
V okruhu celých čísel Z máme určit ideál I = [96, 14]. Snažíme se v tomto ideálu najít nenulové číslo s co nejmenší absolutní hodnotou. Musí být 1 • 96 + (- 6) •14 = 12 ∈ I a též 1 • 14 + (- 1) •12 = 2 ∈ I . Podle druhé podmínky (viz výše) obsahuje I všechny celočíselné násobky čísla 2, tj. všechna sudá čísla. Protože podle definice ideálu (Podmnožina I okruhu R je ideálem v právě tehdy, když je neprázdná a platí pro ni podmínky viz výše) množina všech sudých čísel tvoří zřejmě ideál v Z, je I = {..., -6, -4, -2, 0, 2, 4, 6, ...}.
Týž ideál může mít různé systémy generátorů. Např. ideál I z předchozího příkladu je generován číslem 2, tj. I = [2], a též například I = [6, 8, -10].
Platí věta: Každý maximální ideál je prvoideál. Opačné tvrzení v obecném případě neplatí, tj. existují prvoideály, které nejsou maximální. Pokud však R je číselný okruh (tj. podokruh okruhu komplexních algebraických celých čísel), je každý prvoideál v R maximálním ideálem.
- Ideály jsou právě ty množiny, faktorizací podle nichž vznikne z okruhu opět okruh.
- Prvoideály jsou právě ty množiny, faktorizací podle nichž vznikne z okruhu obor integrity.
- Maximální ideály jsou právě ty množiny, faktorizací podle nichž vznikne těleso.

## Věta
Nechť R je okruh s jednotkovým prvkem a nechť {\displaystyle M=\{a_{1},a_{2},}… {\displaystyle ,a_{k}\subseteq R\}}. Pak ideál [M] se skládá právě ze všech prvků tvaru {\displaystyle (\forall r_{1},r_{2},}… , {\displaystyle r_{k}\in R)} {\displaystyle a_{1}r_{1}+a_{2}r_{2}+}… {\displaystyle +a_{k}r_{k}\in I}, tj. [M] = I, kde {\displaystyle I=\{a_{1}r_{1}+a_{2}r_{2}+}… {\displaystyle +a_{k}r_{k};r_{1},r_{2},}… {\displaystyle ,r_{k}\in R\}}.
Příklad užití této věty
V okruhu Z[x] polynomů jedné neurčité s celočíselnými koeficienty máme sestrojit ideál [x, 2]. Podle věty výše (v Z[x] existuje jednotkový prvek) se tento ideál skládá ze všech prvků tvaru: {\displaystyle x\cdot f_{1}(x)+2\cdot f_{2}(x)} kde {\displaystyle f_{1}(x),f_{2}(x)\in Z[x]}.
Tedy [x, 2] je množina všech polynomů {\displaystyle a_{0}+a_{1}x+}… {\displaystyle +a_{x}x^{n}\in Z[x]}, jejíž člen a0 je sudé číslo. Ideál [x, 2] je tudíž vlastní podmnožina v Z[x].